# Lac Supérieur (îles Kerguelen)
Pour les articles homonymes, voir Lac Supérieur.
Le lac Supérieur est un lac français des Terres australes et antarctiques françaises sur l'île principale de l'archipel des Kerguelen. Son caractère de lac de montagne et sa relative proximité avec la base de Port-aux-Français en font un lieu privilégié d'étude des milieux lacustres de l'archipel.

## Toponymie
Le lac apparaît sur la carte dite de la Gazelle, à la suite de l'exploration du val Studer par le naturaliste Théophile Studer. Ce scientifique helvétique est alors membre d'une expédition scientifique allemande à Kerguelen destinée à y observer le transit de Vénus en 1874. Toutefois le lac reste anonyme. Par la suite, dans les années 1950, les lacs du val Studer sont nommés collectivement lacs Studer. Ils sont différenciés par des numéros romain de I à IV de l'amont vers l'aval. Le lac Supérieur étant le plus amont il reçoit le numéro I. En 1966, la commission territoriale de toponymie des Terres australes le renomme lac Supérieur. Il devient ainsi l'homonyme d'un des grands lacs nord-américains. Comme le lac Supérieur américain, il est le plus grand et le plus amont de sa série.

## Géographie
Le lac est situé, dans la zone montagneuse de l'ouest de la péninsule Courbet, à 68 mètres d'altitude. Il occupe sur près de 3 km le fond du val Studer. Cette vallée entaille profondément des basaltes en plateau d'âge tertiaire qui culminent à près de 1 000 m d'altitude au mont Crozier,.

## Hydrologie

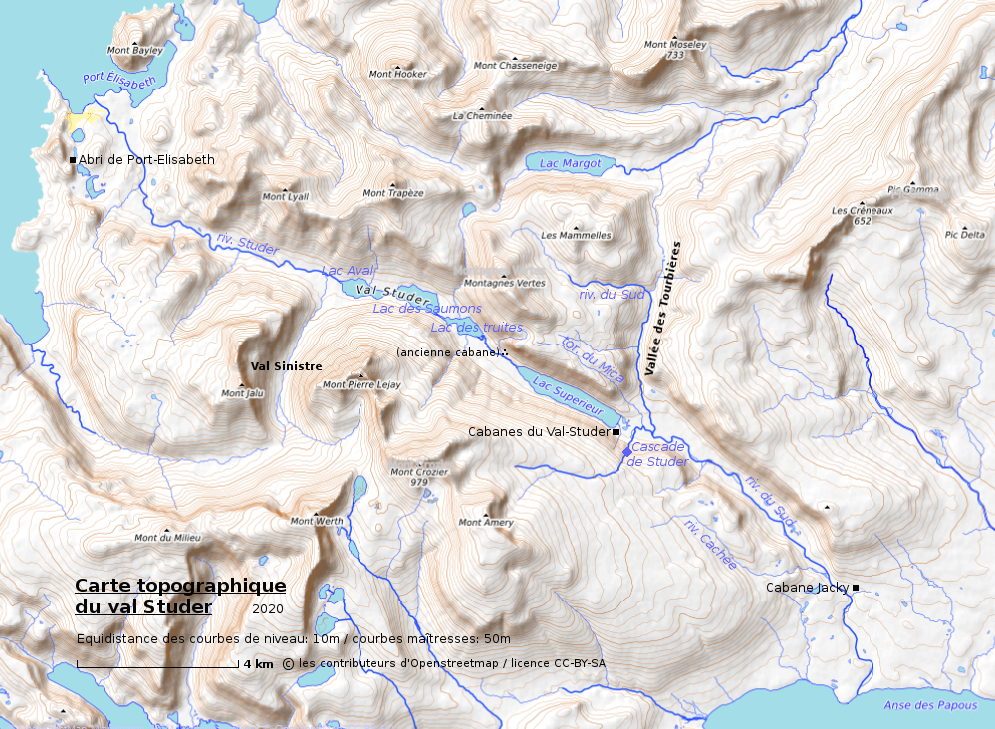
Carte topographique et hydrographique du val Studer situant le lac Supérieur, d'après OSM, modifié (2020).

### Hydrographie
Il fait partie avec les lacs des Truites, des Saumons et Aval d'une enfilade de quatre lacs occupant le fond du val Studer. De ces quatre lacs, il est le plus amont et le plus grand avec environ 1 km2 de superficie. Il constitue donc, avec les torrents et ravines qui l'alimentent, la source de la rivière Studer. Cependant, la ligne de partage des eaux avec la rivière du Sud ne se trouve qu'à 500 m du fond du lac,.
Sa forme allongée et sa coupe transversale en U est conforme au relief d'une vallée glaciaire et tectonique. Ainsi, quoique situé au seuil des deux bassins hydrographiques de la rivière Studer et de la rivière du sud et encadré par des montagnes culminant à 979 m au Mont Crozier, son altitude n'est que de 68 m pour une profondeur maximale de 43 m,.

### Paramètres physico-chimiques
Les eaux du lac Supérieur sont faiblement minéralisées avec toutefois une richesse relative en fer et en chlorure de sodium. Le premier est issu des roches volcaniques de la vallée et le second étant apporté par les vents chargés d'air marin. On note aussi une forte teneur en ammoniaque liée à la faible activité des décomposeurs. Les eaux sont saturées en gaz dissous: dioxygène et dioxyde de carbone.
La température de l'eau varie entre 1 °C pendant l'hiver austral à plus de 8 °C en été. L'importance du vent engendre un brassage permanent des eaux et une grande homogénéité des paramètres physico-chimiques quelle que soit la profondeur. La lumière est le seul paramètre qui fait exception. D'une part la lumière est naturellement absorbée par l'eau avec la profondeur. Mais de plus ici, les eaux brassées du lac maintiennent en suspension des particules qui nuisent à la propagation en profondeur de la lumière.

## Écologie

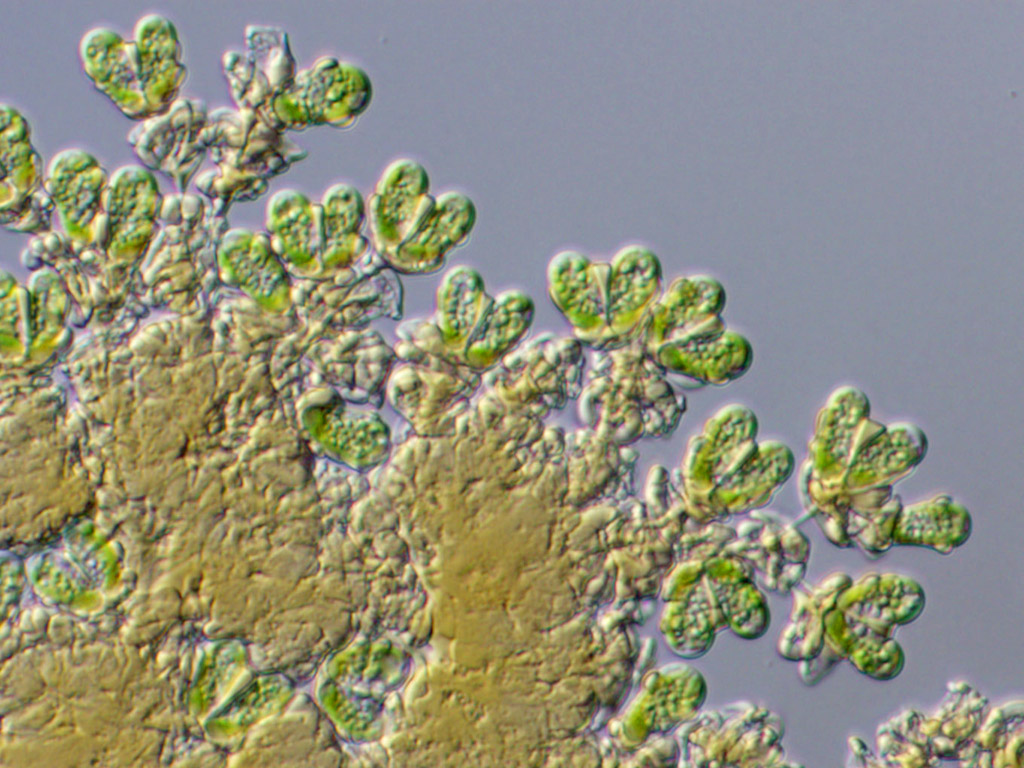
Thalle de Botryococcus braunii (grossissement 400x) Le thalle est formé d'une colonie de cellules indifférentiées enveloppées de mucilage. La reproduction se fait soit par bourgeonnement soit par fragment -ation du thalle.

Autour du lac la végétation se développe essentiellement dans le fond de la vallée en amont en aval du lac où elle forme des tourbières à hypnacées sur les sédiments glaciaires gorgés d'eau. Ces tourbières comportent des bryophytes des genres Drepanocladus et Bryum associés à la graminée Deschampsia magellicana et à la joncacée Juncus pusillus. Au-dessus des tourbières dans les stations plus sèches pousse une prairie dense d'Acaena puis plus clairsemée sur les cailloutis. Sur les éboulis et les falaises croissent mousses et lichens ainsi que quelques plantes supérieures : le chou de Kerguelen (Pringlea antiscorbutica), l'azorelle (Azorella selago) et Colobanthus kerguelensis.
La flore lacustre ne comprend qu'une seule plante : une mousse du genre Fontinalis, peu répandue. Pour le reste, elle est composée essentiellement d'algues vertes unicellulaires strictes ou coloniales. Les espèces endémiques semblent très rares. Ainsi l'espèce coloniale Botryoccocus braunii qui représente selon les saisons entre 75 et 95% de la biomasse algale est très cosmopolite. Le reste de cette biomasse est constitué par une grande variété d'espèces véritablement unicellulaires. On rencontre  ainsi des espèces de la famille des Zygnématales dont trois du genre Cosmarium ou encore Staurastrum ellipticum. Chez les Diatomées, Surirella kerguelensis apparemment endémique, est bien représentée. Ces espèces secondaires se développent lorsque la biomasse de Botryoccocus braunii diminue.
La faune originelle est constituée de Copépodes, Crustacés microscopiques planctoniques, qui se nourrissent des algues. La croissance de la population de Copépodes durant l'été austral paraît être responsable de la diminution de la biomasse algale durant cette période. Ces Crustacés, en l'absence de prédateurs, se multiplient à la belle saison.
Plus récemment, à la fin des années 1950 et au début des années 1960, le lac est colonisé par des salmonidés à la suite de leur introduction dans le système de la rivière Studer. Ces introductions ont permis l'acclimatation définitive de deux espèces: la Truite commune (Salmo trutta) et l'Omble de fontaine (Salvelinus fontinalis).

## Refuge
Un refuge situé en amont du lac Supérieur permet d'accueillir les scientifiques en mission dans le val Studer. Il est accessible depuis Port-aux-Français après une quinzaine de kilomètres de marche. Un ancien refuge aujourd'hui disparu était situé à l'extrémité aval du lac.